# Carl Djerassi
Carl Djerassi (Viena, 29 de outubro de 1923 — São Francisco, Califórnia, 30 de janeiro de 2015) foi um químico, romancista e dramaturgo austríaco naturalizado estadunidense.
É conhecido por sua contribuição ao desenvolvimento da pílula anticoncepcional. Foi professor emérito de química da Universidade Stanford.

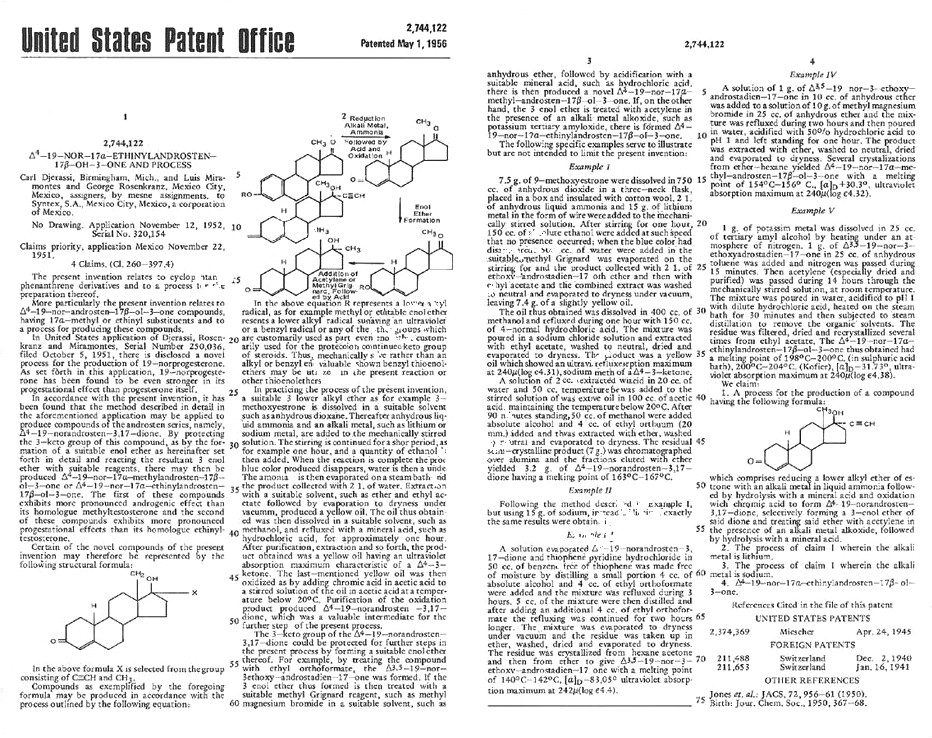
Patent of the first orally active progestin, which led to the development of the oral contraceptive, elected to the USA Inventors Hall of Fame

## Obras

### Não-ficção
- Optical Rotatory Dispersion, McGraw-Hill & Company, 1960.
- The Politics of Contraception, W H Freeman & Company, 1981, ISBN 0-7167-1342-X
- Steroids Made it Possible (Profiles, Pathways, and Dreams), American Chemical Society, 1990, ISBN 0-8412-1773-4 (autobiography)
- The Pill, Pygmy Chimps, and Degas' Horse, Basic Books, 1992, ISBN 0-465-05758-6 (autobiography)
- From the Lab into The World: A Pill for People, Pets, and Bugs, American Chemical Society, 1994, ISBN 0-8412-2808-6
- Paul Klee: Masterpieces of the Djerassi Collection, (coeditor), Prestel Publishing, 2002, ISBN 3-7913-2779-8
- Dalla pillola alla penna, Di Renzo Editore, 2004, ISBN 8883230868
- This Man's Pill: Reflections on the 50th Birthday of the Pill , Oxford University Press, USA, 2004, ISBN 0-19-860695-8 (autobiography)

### Ficção
- Futurist and Other Stories, Macdonald, 1989, ISBN 0-356-17500-6
- The Clock Runs Backwards, Story Line Press, 1991, ISBN 0-934257-75-2
- Marx, Deceased, University of Georgia Press, 1996, ISBN 0-8203-1835-3

### Ciência em ficção
Djerassi descreve algumas de suas obras como de "ciência em ficção".
- Cantor's Dilemma, Penguin, 1989, ISBN 0-14-014359-9
- The Bourbaki Gambit, Penguin, 1994, ISBN 0-14-025485-4
- Menachem's Seed, Penguin, 1996, ISBN 0-14-027794-3
- NO, Penguin, 1998, ISBN 0-14-029654-9

#### Drama
- An Immaculate Misconception: Sex in an Age of Mechanical Reproduction, Imperial College Press, 2000, ISBN 1-86094-248-2 (adapted from the novel Menachem's Seed)
  - L.A. Theatre Works,  Audio Theatre Collection CD, 2004, ISBN 1-58081-286-4
- Oxygen, Wiley-VCH, (with Roald Hoffmann, coauthor), 2001, ISBN 3-527-30413-4
- Newton's Darkness: Two Dramatic Views, (with David Pinner, coauthor), Imperial College Press, 2004, ISBN 1-86094-390-X
- Four Jews on Parnassus